# Rio Bătrâna (Argeș)
O Rio Bătrâna é um rio da Romênia afluente do Rio Târgului, localizado no distrito de Argeş.